# Atelosteogenesis
Die  Atelosteogenesis (von altgriechisch ἀτέλος atelos, deutsch ‚unvollständig‘, altgriechisch οστέον ostéon, deutsch ‚Knochen‘ und altgriechisch γένεσις génesis, deutsch ‚Entstehung‘) ist eine sehr seltene letale angeborene Skelettdysplasie mit unvollständiger Knochenbildung, kurzen Gliedmaßen und weiteren Veränderungen. Insbesondere sind die Brustwirbelsäule, Oberarm und Oberschenkel betroffen.
Der Erstbeschrieb erfolgte im Jahre 1982 durch den Pariser Kinderarzt und Genetiker Pierre Maroteaux und Mitarbeiter.

## Klassifikation
Nach den zugrunde liegenden genetischen Defekten werden folgende Typen unterschieden:
- Atelosteogenesis I (AO1), autosomal-dominanter Erbgang, Mutationen im FLNB-Gen, das für Filamin B kodiert, im Chromosom 3 am Genort p14.3[3]
- Atelosteogenesis II (AO2), autosomal-rezessiv, Mutationen im SLC26A2-Gen im Chromosom 5 an q32[4] oder Mutationen im DTDST-Gen, das für den Diastrophische-Dysplasie-Sulfattransporter kodiert.
- Atelosteogenesis III, autosomal-dominant, sehr selten, Mutationen im FLNB-Gen im Chromosom 3 an p14.3[5]

Die Häufigkeit wird jeweils mit unter 1 zu 1.000.000 angegeben.

## Atelosteogenesis Typ I
Synonyme sind: Spondylo-humero-femorale Dysplasie oder Hypoplasie; Riesenzellchondrodysplasie
Die Abgrenzung zur Bumerang-Dysplasie ist aufgrund des Röntgenbildes problematisch, so dass die beiden Krankheiten klinisch zusammengefasst werden.

## Atelosteogenesis Typ II
Synonyme sind: Dysplasie Typ De-la-Chapelle; De-la-Chapelle-Syndrom; Neonatale ossäre Dysplasie Typ 1
Dieser Typ weist Beziehungen zur weniger schweren Diastrophischen Dysplasie und zur schwereren Achondrogenesie Typ IB auf.

## Atelosteogenesis Typ III
Ateminsuffizienz infolge einer Tracheomalazie und/oder Infekte führen in der Regel zu einem frühen Tod.
Dieser Typ tritt offenbar nur sporadisch auf.

## Klinische Erscheinungen
Gemeinsame klinische Kriterien sind:
- Manifestation in der Neugeborenenzeit
- schwerer bereits im Mutterleib erkennbarer dysproportionierter Minderwuchs, besondere Verkürzung der proximalen Gliedmaßen
- Gesichtsauffälligkeiten mit  eingesunkener Nasenwurzel, Mikrogenie, Retrogenie, häufig Gaumenspalte
- verbogene Gliedmaßen, Klumpfuß, evtl. Larynxstenose, Nierenhypoplasie

## Diagnose
Das Vorliegen einer Knochendysplasie kann durch Feinultraschall, bei bekannten Mutationen auch die Diagnose durch Molekulargenetik
bereits vor der Geburt erkannt werden.
Nach der Geburt finden sich in Röntgenaufnahmen des Skeletts (Babygramm) wegweisende Befund, gegebenenfalls kann die Diagnose durch Gewebsuntersuchung von Knochen und Knorpel gesichert werden.
Wegweisende Röntgenbefunde sind:
- Ossifikationsrückstände der mittleren BWS mit Verschmächtigung der unteren (distalen) Hälfte der Wirbelkörper
- Verkürzung von Femur und Humerus
- plumpe unregelmässie Kochenzentren der Mittelhand und der Mittelfußknochen

## Differentialdiagnostik
Abzugrenzen ist unter anderem die Omodysplasie.